# The Tamperer featuring Maya
The Tamperer featuring Maya war eine italienische Dance-Gruppe. Sie existierte von 1998 bis 2000.

## Mitglieder
The Tamperer setzte sich aus Mario Fargetta und Alex Farolfi zusammen, später stießen noch Giuliano Saglia und GianLuca Mensi hinzu. Komplettiert wurde die Formation durch die US-amerikanische Sängerin Maya Days.

## Geschichte
1998 veröffentlichte die Gruppe ihr einziges Album, Fabulous. Die erste Singleauskopplung stellte zugleich ihren erfolgreichsten Titel dar: Feel It, ein Cover von Can You Feel It der Gruppe The Jacksons, belegte im Vereinigten Königreich, in Irland und im französischsprachigen Belgien Platz 1 der Single-Charts. Auch die zweite Single, If You Buy This Record (Your Life Will Be Better), ist eine Coverversion, und zwar von Madonnas Material Girl. Die letzte Single Hammer to the Heart ist eine Neuaufnahme des ABBA-Hits Gimme! Gimme! Gimme! (A Man After Midnight), erschien jedoch nicht auf einem Album.
Maya Days verkörperte in der ersten und fünften Staffel der Serie Damages – Im Netz der Macht die Rolle der Rosario Ortiz.

## Diskografie

### Alben
- 1998: Fabulous

### Singles
| Jahr | Titel Album                                                 | Höchstplatzierung, Gesamtwochen, AuszeichnungChartplatzierungen (Jahr, Titel, Album, Platzierungen, Wochen, Auszeichnungen, Anmerkungen) | Höchstplatzierung, Gesamtwochen, AuszeichnungChartplatzierungen (Jahr, Titel, Album, Platzierungen, Wochen, Auszeichnungen, Anmerkungen) | Höchstplatzierung, Gesamtwochen, AuszeichnungChartplatzierungen (Jahr, Titel, Album, Platzierungen, Wochen, Auszeichnungen, Anmerkungen) | Höchstplatzierung, Gesamtwochen, AuszeichnungChartplatzierungen (Jahr, Titel, Album, Platzierungen, Wochen, Auszeichnungen, Anmerkungen) | Höchstplatzierung, Gesamtwochen, AuszeichnungChartplatzierungen (Jahr, Titel, Album, Platzierungen, Wochen, Auszeichnungen, Anmerkungen) | Anmerkungen                                         |
| Jahr | Titel Album                                                 | IT | DE | AT | CH | UK | Anmerkungen                                         |
| ---- | ----------------------------------------------------------- | --- | --- | --- | --- | --- | --------------------------------------------------- |
| 1998 | Feel It Fabuluous                                           | IT6 (4 Wo.)IT | DE31 (13 Wo.)DE | AT18 (8 Wo.)AT | CH33 (9 Wo.)CH | UK1 Platin · (17 Wo.)UK | Platz 2 (23 Wochen) in den italienischen M&D-Charts |
| 1998 | If You Buy This Record (Your Life Will Be Better) Fabuluous | — | DE74 (9 Wo.)DE | — | — | UK3 Silber · (14 Wo.)UK | Platz 4 (14 Wochen) in den italienischen M&D-Charts |
| 1999 | Hammer to the Heart –                                       | — | — | — | — | UK6 (7 Wo.)UK | Platz 31 (7 Wochen) in den italienischen M&D-Charts |

Weitere Singles
- 1998: Step Out (nur in Italien erschienen)

## Auszeichnungen für Musikverkäufe
| Silberne Schallplatte - Frankreich - 1998: für die Single Feel It Goldene Schallplatte - Australien - 1998: für die Single Feel It | Platin-Schallplatte - Belgien - 1998: für die Single Feel It |

Anmerkung: Auszeichnungen in Ländern aus den Charttabellen bzw. Chartboxen sind in ebendiesen zu finden.
| Land/RegionAuszeichnungen für Musikverkäufe (Land/Region, Auszeichnungen, Verkäufe, Quellen) | Silber     | Gold  | Platin     | Verkäufe | Quellen     |
| -------------------------------------------------------------------------------------------- | ---------- | ----- | ---------- | -------- | ----------- |
| Australien (ARIA)                                                                            | —          | Gold1 | —          | 35.000   | aria.com.au |
| Belgien (BRMA)                                                                               | —          | —     | Platin1    | 50.000   | ultratop.be |
| Frankreich (SNEP)                                                                            | Silber1    | —     | —          | 125.000  | infodisc.fr |
| Vereinigtes Königreich (BPI)                                                                 | Silber1    | —     | Platin1    | 800.000  | bpi.co.uk   |
| Insgesamt                                                                                    | 2× Silber2 | Gold1 | 2× Platin2 |          |             |